# Gella Vandecaveye
Gella Vandecaveye (ur. 5 czerwca 1973) – belgijska judoczka. Dwukrotna medalistka olimpijska.
Brała udział w czterech igrzyskach olimpijskich (IO 92, IO 96, IO 00, IO 04). W 1996 zdobyła srebrny medal w wadze do 61 kilogramów, cztery lata później była trzecia w wadze do 63 kilogramów. Zdobyła pięć medali mistrzostw świata – dwa złote (1993 i 2001), dwa srebrne (1997 i 1999) oraz brązowy w 1995. Wywalczyła również siedem złotych medali mistrzostw Europy (1994, 1996, 1997, 1998, 1999, 2000 i 2001), srebro w 1993 i 2003 oraz brąz w 1995 i 2002. Czternastokrotnie była mistrzynią Belgii seniorów. Startowała w Pucharze Świata w latach 1990, 1992, 1993 i 1995–2001.